# Orange Is the New Black: My Year in a Women's Prison
Orange Is the New Black: My Year in a Women's Prison est un livre écrit par Piper Kerman, publié en 2010 aux États-Unis par Spiegel & Grau (en). Le livre est une autobiographie où l'auteure raconte son séjour de treize mois passés à l'institution correctionnelle fédérale de Danbury et de ses quelques semaines passées au centre correctionnel métropolitain de Chicago à la suite de la condamnation pour trafic de drogue et blanchiment d'argent.
Le livre est adapté en une série  télévisée américaine, Orange Is the New Black, créée par Jenji Kohan et diffusée entre le 11 juillet 2013 et le 26 juillet 2019 sur Netflix.
Cleary Wolters, alias Nora Jansen dans le livre, a écrit un roman relatant l'histoire de son point de vue : Out of Orange.

## Contexte

### Implication de l'auteure
Le livre raconte principalement l'année de Piper Kerman en prison mais également les événements l'ayant conduit à être impliquée dans les exactions de Nora Jansen, une ancienne amie trafiquante de drogue. En 1993, peu après l'obtention de son diplôme du Smith College, Kerman a accepté d'accompagner Jansen pendant plusieurs séjours en Asie et en Europe, allant jusqu'à transporter une valise d'argent blanchi à travers l'Océan Atlantique avant de retourner à San Francisco pour remettre de l'ordre dans sa vie. En mai 1998, habitant alors à New York avec son petit ami Larry, Kerman est arrêtée par deux agents et six ans plus tard, est condamnée à quinze mois de détention dans une prison fédérale. La majeure partie de l'histoire se passe lors de l'incarcération de Kerman. Après avoir été détenue dans trois établissements, Kerman est libérée en mars 2005.

### Buruji Kashamu
Le gouvernement des États-Unis a requis l'extradition de Buruji Kashamu (en), homme d'affaires et homme politique nigérian, accusé d'être la tête du réseau dans lequel Kerman était impliquée, parmi d'autres charges autour d'un réseau de trafic de drogues. Kashamu est membre du Parti démocratique populaire et vit proche de l'État de Lagos. Kashamu se déclarait innocent et prétendait que le réseau était dirigé par son frère, aujourd'hui décédé. Kashamu est arrêté en Angleterre en 1998, avant d'être relâché, la police considérant que la police américaine a caché des informations qui soutenaient les déclarations de Kashamu. Les enregistrements révèlent que Kashamu avait une liaison avec la sœur de Cleary Wolters, amante de  Kerman à l'époque,.
Il décède du Covid-19 en août 2020.